# Pteroptrix koebelei
Pteroptrix koebelei är en stekelart som först beskrevs av Howard 1907.  Pteroptrix koebelei ingår i släktet Pteroptrix och familjen växtlussteklar. Inga underarter finns listade i Catalogue of Life.